# Civitella Paganico
Civitella Paganico est une commune de la province de Grosseto dans la région Toscane en Italie.

## Histoire
Le territoire avait été occupé dans l'Antiquité par divers petits centres étrusques des phases villanovienne puis orientalisante, qui passèrent ensuite sous la domination romaine. Après le déclin de l'Empire romain d'Occident, les terres n'étaient plus cultivées et la vallée de l'Ombrone était devenue marécageuse. Avec les Lombards,  une nouvelle occupation du territoire,  passe sous la domination féodale des Ardengheschi (it) et de divers seigneurs locaux. Il est ensuite entré en possession dans différentes phases de la république de Sienne et avec cela, il est passé au milieu du XVIe siècle au grand-duché de Toscane.
En 1926, la municipalité de Pari (comprenant également Casale di Pari et qui devint indépendante de la municipalité de Campagnatico en 1920) fut agrégée avec celle de Paganico, comprenant également Civitella Marittima, et le 5 février 1928 fut créée la nouvelle municipalité qui prit le nom de Civitella Paganico.

### Monuments et lieux d'intérêt
- Murailles de Paganico, datant du Moyen Âge et en grande partie conservés, comprennent des tours et trois portes d'accès, parmi lesquelles se distingue la Porta Grossetana, située de l'autre côté du donjon,
- Cassero Senese de Paganico, un complexe médiéval fortifié composé d'une tour et d'un corps de logis qui abritait le palais noble.
- Château de Casenovole, édifice fortifié du Moyen Âge qui est une résidence privée.
- Château de Monte Antico, édifice fortifié du début du Moyen Âge qui est maintenant un hôtel-restaurant.
- Murailles de Civitella Marittima, édifiées au XIIe siècle
- Murailles de Pari, édifiées au XIIe siècle
- Thermes de Petriolo de l'époque romaine.

## Galerie

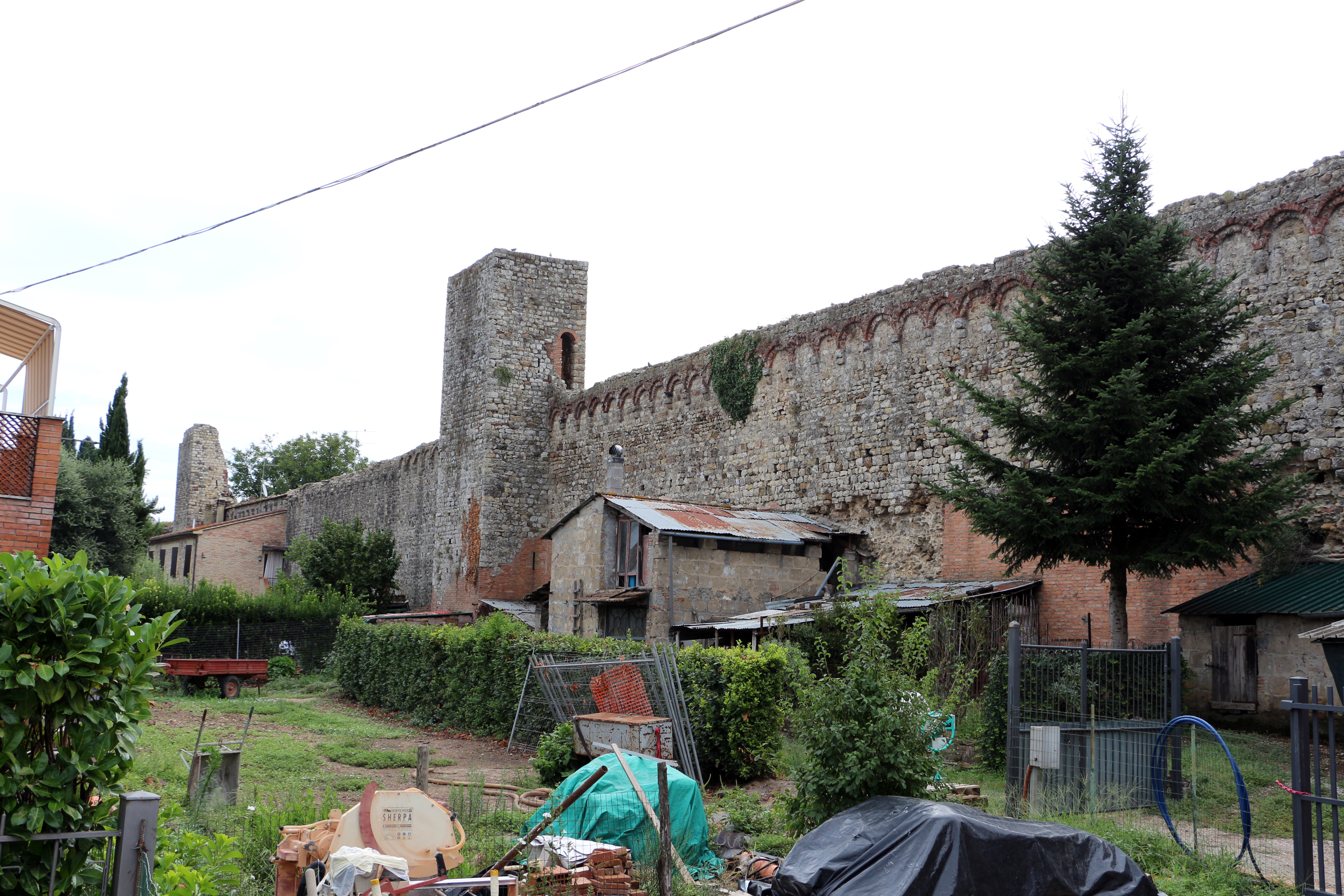
Murailles de Paganico
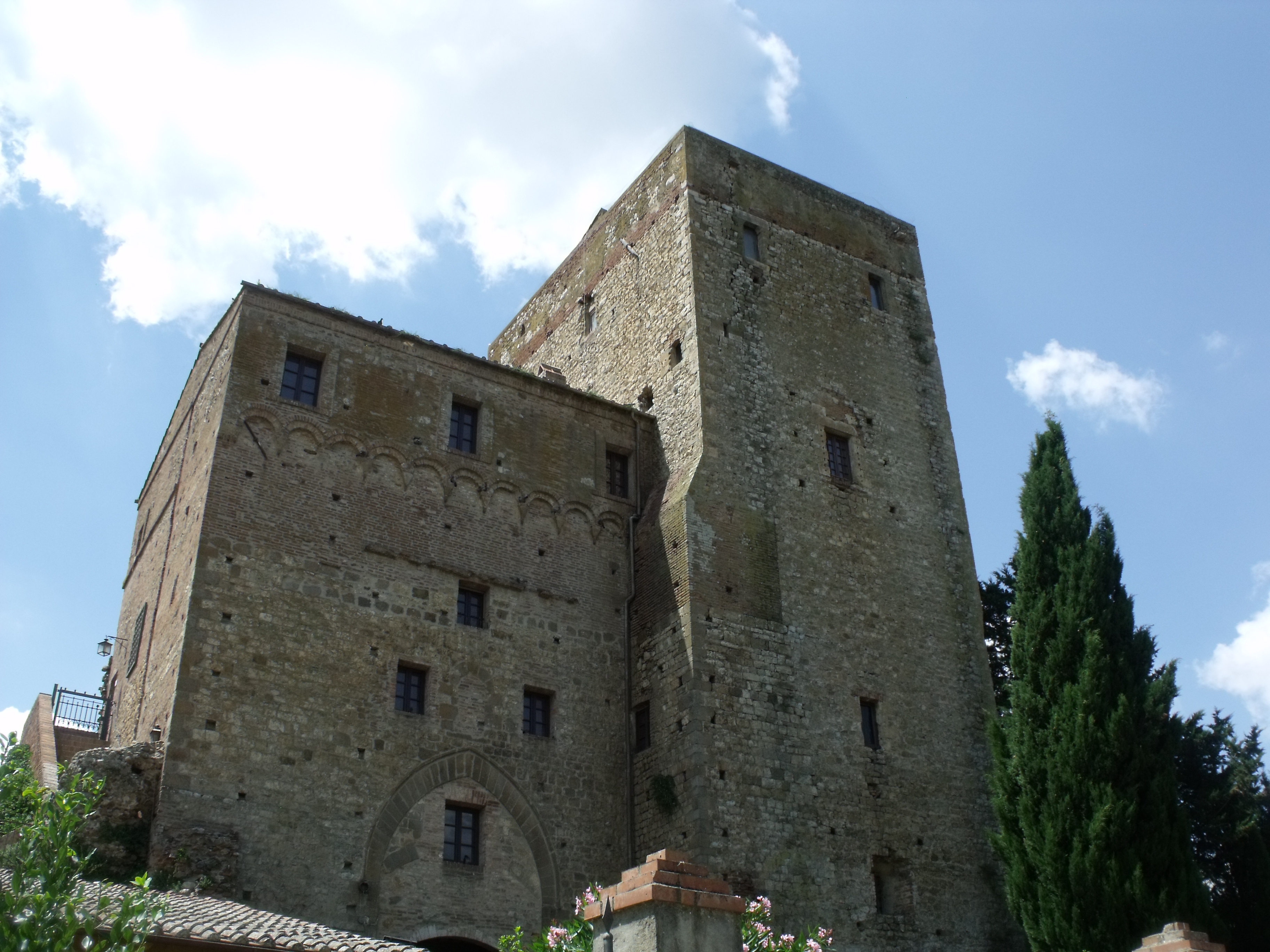
Cassero Senese
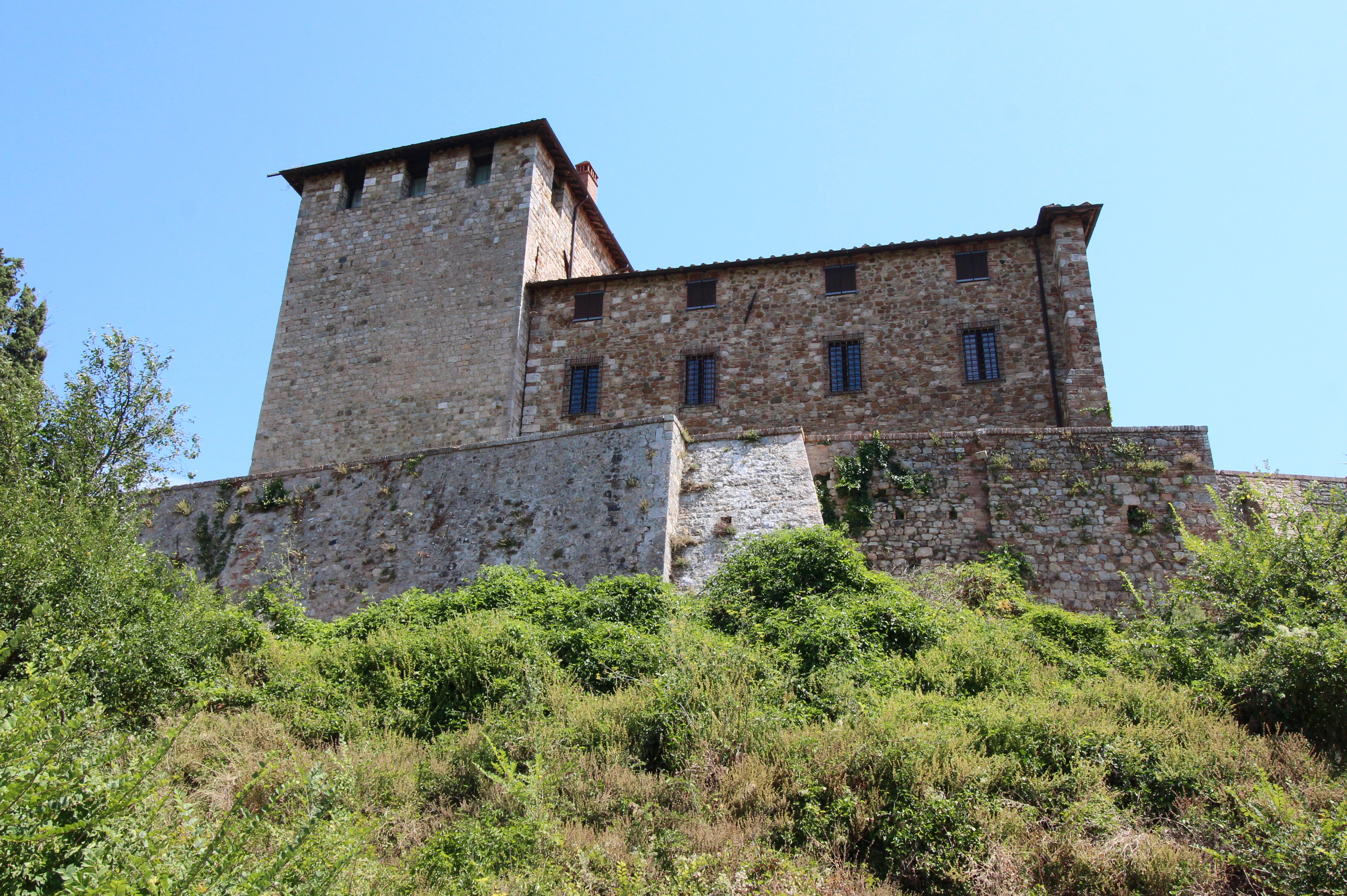
Château de Casenovole
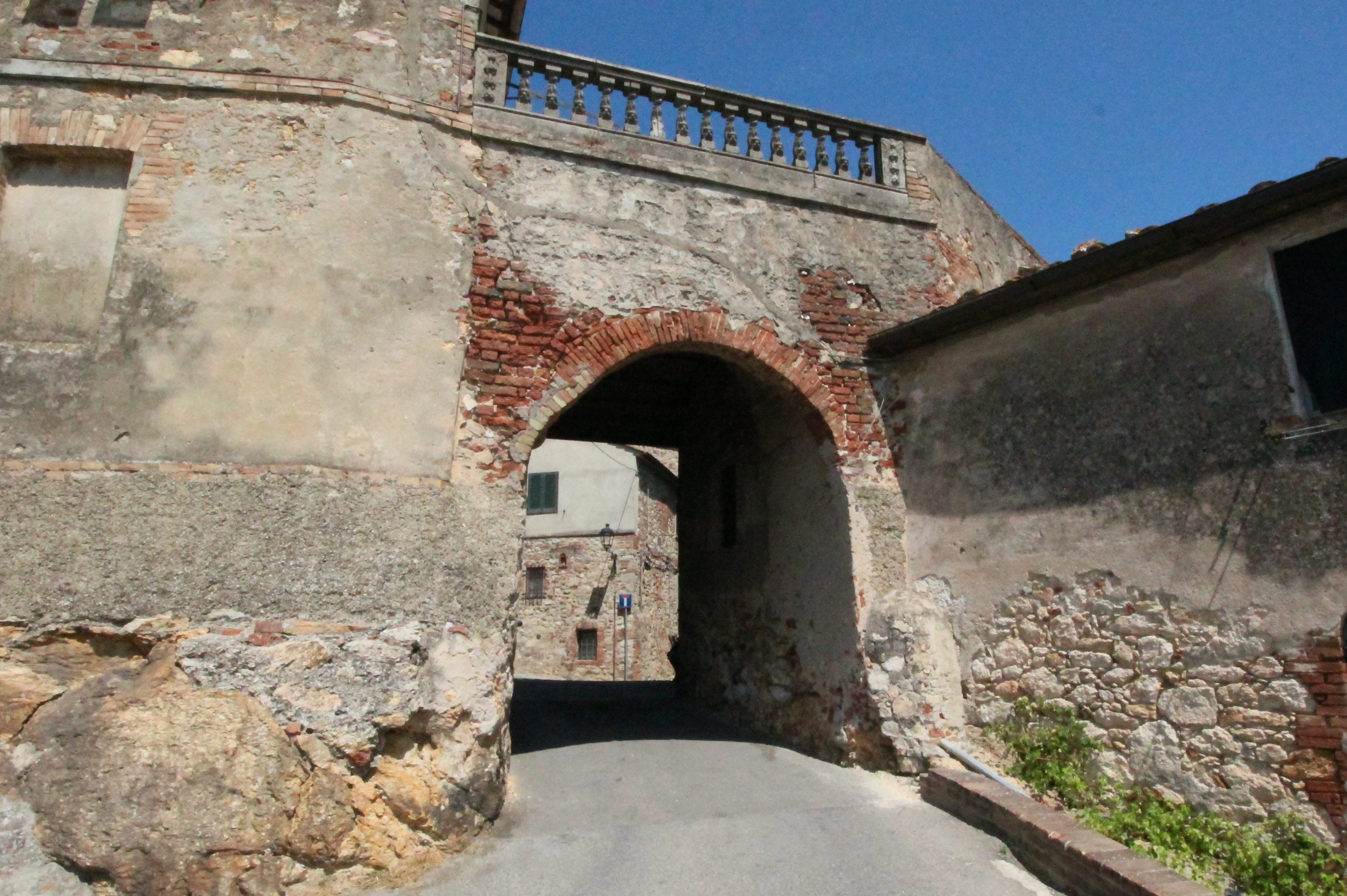
Murailles de Civitella Marittima
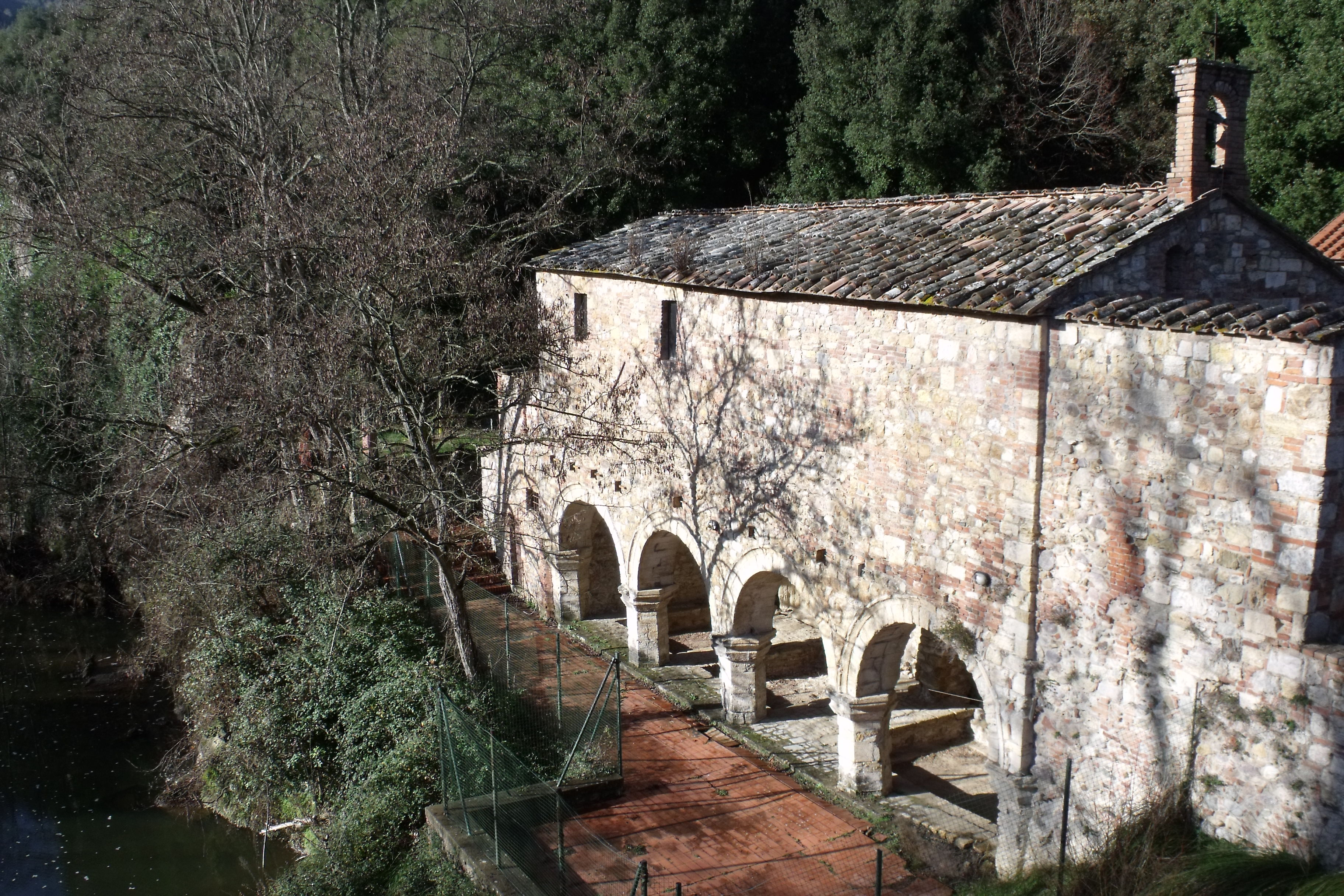
Bains de Petriolo

## Administration
| Période                                  | Période  | Identité      | Étiquette | Qualité |
| ---------------------------------------- | -------- | ------------- | --------- | ------- |
| 14 juin 2004                             | En cours | Paolo Fratini |           |         |
| Les données manquantes sont à compléter. |          |               |           |         |

### Hameaux
Casale di Pari, Civitella Marittima, Dogana, Monte Antico, Paganico, Pari.

### Communes limitrophes
Campagnatico, Cinigiano, Montalcino, Monticiano, Murlo, Roccastrada

### Jumelages
- Quissac (France)